# Fieldton
Fieldton è una comunità non incorporata degli Stati Uniti d'America della contea di Lamb nello Stato del Texas. Anche se non è incorporata, Fieldton ha un ufficio postale, con lo ZIP code 79326.

## Geografia fisica
Fieldton giace sulle alti pianure del Llano Estacado nella parte orientale della contea di Lamb all'intersezione delle strade Farm to Market 37 e 1072, appena a nord del Blackwater Draw, un affluente secco del fiume Double Mountain Fork Brazos. La comunità si trova a 16 km a nord-est di Littlefield, a 18 km a sud-ovest di Olton e a 61 km a nord-ovest di Lubbock, Texas.